# Ту Риверс (Висконсин)
Ту Риверс (енгл. Two Rivers) град је у америчкој савезној држави Висконсин.

## Демографија
По попису из 2010. године број становника је 11.712, што је 927 (-7,3%) становника мање него 2000. године.
| Група             | 2000.          | 2010.          |
| Белци             | 12.011 (95,0%) | 10.952 (93,5%) |
| Афроамериканци    | 20 (0,2%)      | 60 (0,5%)      |
| Азијати           | 281 (2,2%)     | 277 (2,4%)     |
| Хиспаноамериканци | 170 (1,3%)     | 224 (1,9%)     |
| Укупно            | 12.639         | 11.712         |